# 나단 바냇

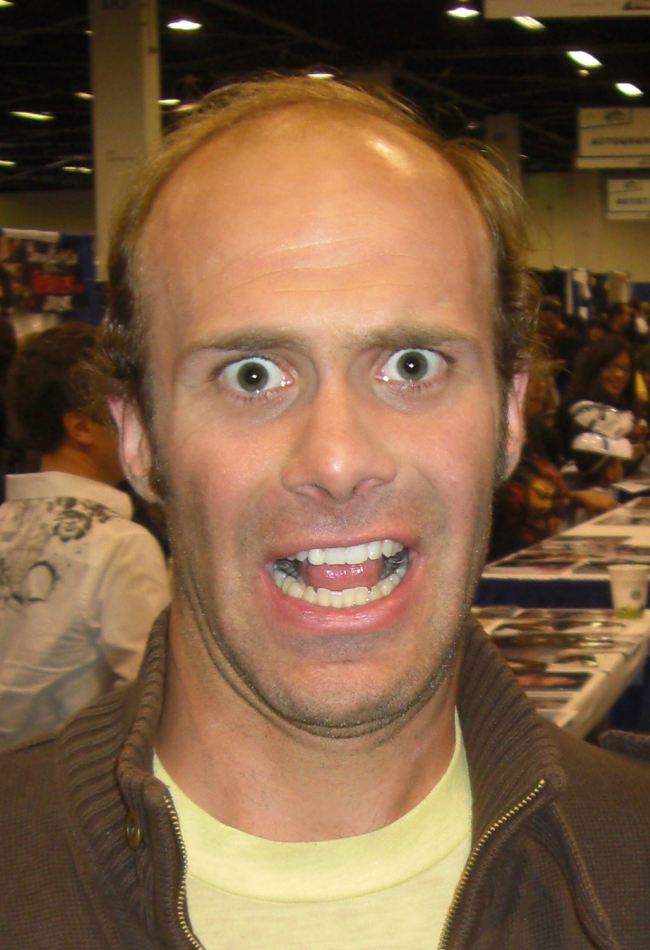

나단 바냇(Nathan Barnatt, 1981년 2월 2일 ~ )은 미국의 배우, 영화배우, 텔레비전 배우이다.

## 영화
- 개구리왕국 (2013년)
- 더 론리 데스 오브 더 기글러 (2010년) - 크립 나단 역